# Martín de Villamil
 (janvier 2015).
Felipe Gonzalez de la Galea y Villamil, dit Felipe Martín de Villamil ou Martín Villamil (La Nouvelle-Orléans, 5 décembre 1783 - Paris, 12 octobre 1843), était négociant dans les Caraïbes et en Europe.

## Biographie

### Les Caraïbes
Martin de Villamil, frère du héros équatorien José de Villamil, est né à La Nouvelle-Orléans en 1783, fils d'un négociant de la ville qui avait déjà défrayé la chronique. Il devient négociant lui-même dans les Caraïbes.
En 1809, il épouse la fille du lieutenant du roi à Panama. Son association avec des britanniques soulèvera l'inquiétude de certains membres des autorités locales qui voient en lui une tête de pont de l'influence britannique à Panama.
Vers 1812, il est l'un des fondateurs du consulat de commerce de Carthagène.
Il s'installe ensuite à la Jamaïque, où il possède des plantations de canne à sucre.

### L'Europe
De là, Martin de Villamil et sa famille gagnent l'Europe : Londres, Paris, l'Italie (Bologne, Florence). Vers 1820-1822, il accueillera dans sa villa de Sèvres, près de Paris, le grand poète irlando-britannique Thomas Moore (1779-1853).
En 1830, Martin Villamil rencontrera à Paris le général Francisco de Paula Santander (1792-1840), héros de l'indépendance de la Grande Colombie, qui le cite dans ses mémoires.
À Bologne, il est peut-être agent consulaire britannique. En tous cas, madame Martin de Villamil, à Florence, avait la confiance de l'ancien roi de Westphalie, Jérôme Bonaparte qui, en s'absentant, lui confiait la garde de sa fille, la princesse Mathilde, et de sa maison (la famille de Jérôme Bonaparte aurait vécu à Florence de 1830 à 1840).
Martin de Villamil meurt à Paris en 1843.
Sa fille Emily épousera l'artiste Louis Marc Bacler d'Albe.
Il est également le grand-père du scientifique britannique Richard de Villamil et l'arrière-grand-père du scientifique français Alfred Lartigue.

## Sources
- El general José de Villamil y la Independencia de Hispanoamerica, de Benjamin Rosales Valenzuela, Guayaquil, 11/2004.